# Jérémy Clément
Jérémy Clément (* 26. August 1984 in Béziers) ist ein französischer ehemaliger Fußballspieler.
Jérémy Clément, dessen Familie aus Rives, Département Isère stammt, begann seine Karriere als Profifußballer beim Ligue 1-Club und Serienmeister Olympique Lyon. Nach 3 Meistertiteln und einer Reservistenrolle zog es ihn dann zu seinem Ex-Trainer aus Lyon-Zeiten, Paul Le Guen und er unterschrieb für die Ablöse von 1,1 Millionen Pfund einen Kontrakt beim schottischen Traditionsclub Glasgow Rangers. 
Weil er dort schnell Stammspieler wurde, erweckte der frühere U-21-Nationalspieler Frankreichs im Januar 2007 Interesse bei Paris Saint-Germain, wo er schließlich einen Vertrag unterschrieb.
Im Sommer 2011 wechselte Clément zum Ligakonkurrenten AS Saint-Étienne, wo er einen Dreijahresvertrag unterschrieb. Insgesamt blieb er sechs Jahre dem AS Saint-Étienne treu. Zum 15. August 2017 schloss sich Clément dem Zweitligisten AS Nancy an, als Vertragslaufzeit wurde ein Jahr vereinbart.